# Organiste cul-blanc
Euphonia minuta
Espèce
Répartition géographique
Statut de conservation UICN

 LC  : Préoccupation mineure
L'Organiste cul-blanc (Euphonia minuta) est une espèce de passereau d'Amérique centrale de la famille des Fringillidae.

## Sous-espèces
Cet oiseau est représenté par deux sous-espèces :
- Euphonia minuta humilis (Cabanis, 1861) — Amérique centrale et Tumbes-Chocó-Magdalena ;
- Euphonia minuta minuta Cabanis, 1848 — plateau des Guyanes et Amazonie.